# Venyera–3
A Venyera–3 a szovjet Venyera-program harmadik űrszondája, egyidejűleg repült a Venyera–2-vel. 1965. november 16-án indult el a Vénusz felé. Az első mesterséges égitest, amely elérte a Vénuszt.

## Küldetés
Kutatási célja, hogy megérkezzen a Vénusz légkörébe, majd leereszkedjen a felszínre. 1965. december 26-án pályamódosítást hajtottak végre. 1966. március 1-jén a tervezett leszállási helytől mintegy 450 kilométer távolságban lépett be a Vénusz légkörébe. Leszállás közben nem lehetett összeköttetést teremteni vele, a becsapódás után, valamint a megnövekedett hőmérséklet okozta üzemzavar miatt némák maradtak az adóberendezések. A Venyera–3 így az első űreszköz, amely elérte egy másik bolygó felszínét.

## Jellemzői
Közel egy tonna tudományos felszerelést vitt magával. Hossza 3,3 méter, maximális átmérője 1,1 méter. Műszerezettsége megegyezett a Venyera–2 szondáéval. Az akkumulátorok energiaellátását napelemtáblák biztosították. Speciális rekesze egy 90 centiméter átmérőjű, gömb alakú tartály, a leszállóegység, melynek felületét speciális bevonattal – hővédő pajzzsal – látták el, a fékeződés során fellépő hőterhelés ellen. A leszállási fékezésre ejtőernyőrendszer szolgált. A leszállási egységet alapos sterilizálásnak vetették alá.